# كاستيليوني دادا (إيطاليا)
كاستيليوني دادا؛ ( لوديجيانو :كاستيون ) هي مدينة ومقاطعة تقع في إقليم لودي الواقع في لومبارديا ، شمال إيطاليا .
هناك العديد من المعالم السياحية في كاستيليوني ومنها : ( قلعة القرون الوسطى- والتي أطلق عليها لاحقاً قصر بالافيسينو سيربيلوني ، وواجهة القرن السادس عشر، بالإضافة إلى كنيسة إبرشيه من القرن السادس عشر).